# اوکراتوکسین آ
اوکراتوکسین آ(به انگلیسی: Ochratoxin A)—سمی که توسط گونه‌های مختلف آسپرژیلوس و پنی سیلیوم تولید می‌شود—یکی از فراوان‌ترین مایکوتوکسین‌های آلوده کننده مواد غذایی است.  انسان می‌تواند از طریق مصرف محصولات غذایی آلوده، به ویژه غلات و گوشت خوک آلوده، و همچنین قهوه، انگور شرابی و انگور خشک در معرض این سم قرار بگیرد. این سم در بافت‌ها و اندام‌های حیوانات و همچنین خون انسان و شیر مادر یافت شده‌است. اکراتوکسین آ، مانند اکثر مواد سمی، دارای تفاوت‌های سم‌شناختی زیادی برای گونه‌ها و جنس‌ها است.